# Маунт-Кармел Тауншип (округ Нортамберленд, Пенсільванія)
Маунт-Кармел Тауншип (англ. Mount Carmel Township) — селище (англ. township) в США, в окрузі Нортамберленд штату Пенсільванія. Населення — 2500 осіб (2020).

## Демографія
Згідно з переписом 2010 року, у селищі мешкало 3139 осіб у 1341 домогосподарстві у складі 848 родин. Було 1560 помешкань
Расовий склад населення:
| - 98,4 % — білих - 0,6 % — чорних або афроамериканців - 0,3 % — азіатів - 0,1 % — вихідців з тихоокеанських островів |

До двох чи більше рас належало 0,5 %. Частка іспаномовних становила 0,7 % від усіх жителів.
За віковим діапазоном населення розподілялося таким чином: 18,0 % — особи молодші 18 років, 58,2 % — особи у віці 18—64 років, 23,8 % — особи у віці 65 років та старші. Медіана віку мешканця становила 48,6 року. На 100 осіб жіночої статі у селищі припадало 93,5 чоловіків;  на 100 жінок у віці від 18 років та старших — 87,8 чоловіків також старших 18 років.
Середній дохід на одне домашнє господарство  становив 63 087 доларів США (медіана — 44 965), а середній дохід на одну сім'ю — 70 631 долар (медіана — 65 929). Медіана доходів становила 41 762 долари для чоловіків та 34 219 доларів для жінок. За межею бідності перебувало 14,5 % осіб, у тому числі 25,1 % дітей у віці до 18 років та 17,2 % осіб у віці 65 років та старших.
Цивільне працевлаштоване населення становило 1191 особа. Основні галузі зайнятості: освіта, охорона здоров'я та соціальна допомога — 35,7 %, виробництво — 19,2 %, роздрібна торгівля — 13,1 %, транспорт — 8,1 %.